# PGC 2239382
LEDA/PGC 2239382 ist eine Galaxie im Sternbild Großer Bär am Nordsternhimmel. Sie ist schätzungsweise 939 Millionen Lichtjahre von der Milchstraße entfernt und hat einen Durchmesser von etwa 35.000 Lichtjahren.
Im selben Himmelsareal befinden sich u. a. die Galaxien NGC 3938, PGC 2232048, PGC 2234050, PGC 2240122.